# Joseph Conrad
Joseph Conrad, pravo ime Teodor Józef Konrad Nałęcz Korzeniowski, (Berdičev, tada Poljska pod ruskom vlašću, sad Ukrajina, 3. prosinca 1857. – Bishopsbourne, Engleska, 3. kolovoza 1924.), britanski prozaist poljskoga podrijetla, autor znamenite novele Srce tame i romana Nostromo.

## Životopis
Oba roditelja su pripadala nižem poljskom plemstvu. Kao dijete odlazi s obitelji u progonstvo u Vologdu u sjevernoj Rusiji, jer mu je otac, književnik i prevoditelj Apolo Korzeniowski, bio uhićen (1861.) u Varšavi kao suradnik poljskih ustanika protiv ruskoga cara. U progonstvu je majka umrla, a on se s ocem (1869.) smjestio u Krakovu. Ubrzo umire i otac te ga ujak s ruske strane granice šalje u Marseille, jer je Conrad zarana želio postati pomorcem.
Plovidbe na francuskim brodovima i mladenački doživljaji (nedozvoljena trgovina oružjem, političke veze s radikalnim krugovima, napose anarhistima) trajali su do 1878., kad se prvi put ukrcao na brod britanske trgovačke mornarice u kojoj će provesti 16 godina. Plovio je do Srednje Amerike, po morima Istočne Azije te uz obale Australije. Engleski je naučio nakon dvadesete godine, i jedan je od rijetkih pisaca koji je postao majstor izražajnosti na nematerinjem jeziku. Do konca života se lakše izražavao na francuskom, svom drugom jeziku.
Plovidbu napušta 1894. zbog narušenog zdravlja, posvećuje se književnosti i idućih 30 godina živi na jugu Engleske. Ženi se 1895. za 22-godišnju Jessie George s kojom je imao dva sina. Živi na rubu siromaštva i tek 1910., nakon uspjeha svojih glavnih romana, stječe određenu financijsku stabilnost. Kratko pred smrt 1924. odbija plemićku titulu koju mu nudi britanski premijer Ramsay MacDonald.

## Književnost
U književnosti se javlja u dobi od 37 godina. Mnoga se Conradova djela, počevši s prvim romanom "Almayerova ludost" (1895.), zbivaju u egzotičnim krajevima. Njegovi su junaci europskoga porijekla, a nalaze se među domorodcima s kojima imaju malo zajedničkoga, pa osnovna tema ima moralno-simbolički karakter, iako se radnja i okoliš podudaraju s konvencijama pustolovnih priča. Međutim, pisac istodobno razvija vlastitu pripovjedačku metodu. Događanja ne iznosi neposredno u trećem licu, ni autobiografski u prvome, nego posredstvom pripovjedača, koji s glavnim likom uspostavlja odnos u kojem ga upoznaje, no nikad ne pronikne u tajnu njegove osobnosti. 
Najčešći je primjer iskusni pomorac Marlow, koji je katkad samo promatrač, a u nekim djelima (poput "Srca tame" i "Lorda Jima") biva upleten u zbivanja koja ga mijenjaju tijekom radnje. Po tomu, te po slobodnu miješanju kronologije i pripovjednih razina, a osobito po problematiziranju motiva ponašanja i djelovanja likova, Conrad je, unatoč isticanju moralnih načela odgovornosti i solidarnosti sa zajednicom, radnom i profesionalnom (što je usvojio živeći među poljskim plemstvom te na engleskim brodovima), predstavnik modernizma u književnosti: primjeri su "Srce tame", "Lord Jim" (1900.), "Slučaj" (1913.), "Pobjeda" (1915.). 

#### 'Srce tame' (1899., 1902.)
Epizodu s belgijskim brodom na rijeci Kongo prikazao je u "Srcu tame" (1899., 1902.), simboličkoj pripovijesti o učincima kolonijalizma, poglavito na eksploatatore. Novela tematizira rastakanje bića i put u ništavilo Kurtza, karizmatskoga kolonijalnoga istraživača koji je u dubinama prašume izgubio moralno-civilizacijske okvire i dospio u samo srce tame. Radnja se odvija u ozračju malevolentne afričke prašume koju pripovjedač Marlow raspoznaje kao simbol kaosa i entropije u samome srcu bitka, neprijateljskoga ljudskim vrijednostima i humano ustrojenoj zajednici. Nerijetko čitano kao antikolonijalistički manifest, "Srce tame" je izraz Conradove percepcije naravi svijeta. Novela je inspirirala jedan od kultnih filmova o Vijetnamskom ratu, Apokalipsa sada, F.F. Coppole. 

#### 'Nostromo' (1904.)
Naizgled romantični i egzotični okoliš Conradovih pripovijesti i romana djeluje istodobno kao simbolični eho i aktivacijska sila destruktivnih elemenata u čovjekovoj naravi. Temeljne vrijednosti ljudskoga postojanja: čast, solidarnost, vjernost i iskrenost, su u ekstremnim situacijama načete, podvrgnute mučnom samoispitivanju i unutarnoj borbi za očuvanje integriteta njegovih junaka. Borba nerijetko završava samoubojstvom ili porazima druge vrste. To je još zornije u piščevim političkim romanima, prvim uistinu modernim, a sigurno vrhunskim ostvarajima toga žanra. Takav je u prvom redu "Nostromo" (1904.), Conradov najbogatiji roman i jedan od najvećih romana engleskoga jezika, u kojem se prate uzbudljive povijesne mijene u izmišljenoj južnoameričkoj zemlji Costaguani, temeljenoj na kombinacijama okolnosti u više autentičnih država toga kontinenta i koji se vrti oko srebra i kapitalističko-kolonijalne eksploatacije. U "Nostromu" je pisac stvorio mikrokozam esencijalno grabežljivoga ljudskoga društva, a višeslojnost i kompozicijska kompleksnost djela čine ga jednim od uzora suvremene proze. 

#### Ostala djela
Jetki "Tajni agent" (1907.) zbiva se među anarhistima u Londonu i svjedoči o Conradovom skepticizmu spram politički radikalnih ideologija. "Pred zapadnjackim očima" (1911.) je priča o tragediji studenta Razumova, o izdaji i okajanju; radnja se događa u policijskoj carskoj Rusiji i među političkim emigrantima u Švicarskoj. Roman ne bi bio moguć bez djela Dostojevskoga, pisca koji je Conradu bio ideološki, pa i estetski odbojan, no s kim je nedvojbeno dijelio neke temperamentalne značajke. 
Conradova sposobnost opisivanja prirodnog okoliša kao i života na brodu bliska je impresionizmu; predočavanje nevolja s olujama i s tišinama bez vjetra najizrazitija je u dugačkim pripovijestima "Crnac s Narcisa" (1897.), "Mladost" (1902.), "Tajfun" (1903.), "Pojas sjene" (1917.) U kasnijem je razdoblju (otprilike od početka Prvog svjetskoga rata do smrti) piščeva umjetnost pokazala znakove slabljenja: često se navodi roman "Šansa" (1913.), kao primjer melodrame u kojoj jezična inventivnost i barokni izričaj zastiru emocionalno i spoznajno siromaštvo djela. No, uzev u cjelini, Conradov opus je zasigurno ostvarenje kojega su rijetki prozaici engleskoga jezika 20. stoljeća dosegli, a nitko ga nije premašio. 

## Utjecaj
Presudno je utjecao na niz romanopisaca i novelista: mnogo mu duguju William Faulkner, Francis Scott Fitzgerald, Arthur Koestler, George Orwell, Andre Malraux, Graham Greene, Gabriel García Márquez i Vidiadhar Naipaul.
Na hrvatski su prevedena važnija Conradova djela, osim, za sada (2013.) romana "Nostromo".

## Vanjska poveznica
- Joseph Conrad: Sabrana djela na engleskom
- Joseph Conrad: Srce tame